# 東引島
東引島（とういんとう）は馬祖島に属する島の一つ。馬祖列島の最北端に位置している。中華民国の行政区分では福建省連江県東引郷に属している。昔は東永、東引山、東湧などと呼ばれていた。

## 地形
島全体は海上から高く聳えており傾斜も急である。馬祖列島で唯一砂浜がない島である。島の北東部には東湧灯台がある。